# (190118) 2004 VR60
(190118) 2004 VR60 (2004 VR60, 1999 SF18) — астероїд головного поясу, відкритий 10 листопада 2004 року.
Тіссеранів параметр щодо Юпітера — 3,293.